# Хейфорд, Джон Филлмор
Джон Филлмор Хейфорд (19 мая 1866 года — 10 марта 1925 года) — известный американский геодезист, создатель «эллипсоида Хейфорда», стандартного референц-эллипсоида, принятого в 1910 году в США, а в 1924 рекомендованного в качестве международного.
Научные работы Джона Хейфорда посвящены изучению изостазии и разработке референц-эллипсоидов.
Именем Хейфорда назван кратер на обратной стороне Луны.